# Aída Marina Arvizu Rivas
Aída Marina Arvizu Rivas es una política mexicana, diputada federal de la LX Legislatura del Congreso de la Unión de México, miembro del Partido Alternativa Socialdemócrata, originaria de Ciudad Cuauhtémoc en el estado de Chihuahua.
Es coordinadora del grupo parlamentario del Partido Socialdemócrata en la LX Legislatura.
Mujer cercana a la Excandidata Presidencial, Patricia Mercado. Ha sido representante legal ante el IFE del PAS, de México Posible y el Democracia Social (México) que eran antecedente del Partido Alternativa. 
Ha sido Secretaria de Finanzas del Partido México Posible, también ha formado parte de Organizaciones No Gurbernamentales de Género como Diversa, de la cual ha sido presidenta. Su aparición en la palestra política como personaje de partidos de izquierda sorprendió mucho en la Comarca Lagunera pues en 1998 participó en la campaña del derechista Partido Acción Nacional (PAN) a la alcaldía de Gómez Palacio.
Leyó el posicionamiento de Alternativa en el último informe de Gobierno de Vicente Fox.
Durante su trayectoria como legisladora y como coordinadora del Grupo Parlamentario de Alternativa en la Cámara de Diputados, ha participado intensamente en las decisiones más importantes que se han dado durante la LX Legislatura.
Al momento ha presentado 18 iniciativas. Sin embargo, lo que primero la dio a conocer públicamente fue un punto de acuerdo presentado el 14 de diciembre de 2006, por el cual exhortaba al Instituto Federal Electoral a reducir el financiamiento público de los partidos políticos y destinar los recursos derivados de dicha reducción al rubro de ciencia y tecnología Archivado el 19 de septiembre de 2007 en Wayback Machine..